# 无囊长距紫堇
无囊长距紫堇（学名：Corydalis longicalcarata var. nonsaccata）为罂粟科紫堇属下的一个变种。

## 扩展阅读
- 維基物種上的相關：无囊长距紫堇